# 道士郎でござる
『道士郎でござる』（どうしろうでござる）は、西森博之によるシュールコメディ漫画。『週刊少年サンデー』にて2004年22・23合併号から2006年5・6合併号まで連載された。単行本は全8巻。のちに2013〜14年にかけてワイド版（全4巻）が刊行された。

## あらすじ
アメリカ・ネバダ州の荒野で父親に育てられた高校生・桐柳道士郎は、なぜか本物の武士になっていた!
横十二高に転入するや、強敵とは勝負してトモとなり、クズは、たとえそれが教師でもヤクザでも退治してしまうハチャメチャぶり。
彼に殿と仰がれる事になった、平凡で普通で日和見主義者だった筈の小坂健助は、いつしか道士郎のペースにはまり、正義を貫く為に策を弄し、仲間の為に体を張る! 健助は白瀬エリカを守れるか!?

## 登場人物

### 主要人物
桐柳 道士郎（きりう どうしろう）
自称「武士」の主人公。3歳の時、離婚調停中の父親に誘拐同然に連れ去られ渡米、米ネバダ州でターマウツオブ族（略して“ター族”）というネイティブアメリカンの一部族の中で、父親に真の日本人となるべく育てられたはずなのだが、なぜか「日本文化を激しく勘違いした外国人」のようなキャラクターに成長してしまった。普段の格好はもちろんちょんまげに和服で、話し方もかなり時代劇チック（服装には、それほどこだわっていないらしく、和服以外の服も着る）。たこやきとおにぎりが好物。愛称は「道ちゃん」（健助がたまに呼ぶ程度）。
性格も古風で、基本的には健助や年長者の言いつけには素直に従うが、正義感は人一倍強く、道徳と礼儀にも非常に厳しく、卑怯な行いが大嫌い。悪党や卑怯者には「クズがァー!!」の雄叫びと共に鉄拳が飛ぶ。しかも全身が異常なまでに鍛えられている為、自分より大きな男さえ軽々吹き飛ばせるほど強く、物干し竿でバイクさえも貫き、ナイフをコンクリートに突き刺し、1対1の戦いでは、作中でまともな勝負になった相手さえいなかった。
横十二高に転入してからは、「未だ探している真の主君に出会うまで」という条件で、転入前に偶然出会ったクラスメイト小坂 健助の忠士となる。
（後に「真の主君」の話は、いきなりあなたに仕えると言ったら引かれると思って言っただけと告白。見ず知らずの自分に最後まで付き合ってくれた健助を立派な男だと思い仕えることにした、と述懐されている）
変態教師矢内を殴り、ケジメをつけるため横十二高を自主退学、開久三高に転入する。
『お茶にごす。』の四巻に一コマ登場。
小坂 健助（こさか けんすけ）
もう一人の主人公。どこにでもいるような小柄で平凡な高校生。不良集団には素直に恐怖を感じる常識的な感覚の持ち主。しかし、臆病ではあるが、土壇場では恐怖に負けず覚悟を決めて行動できる“強さ”を持つ。また、どんなときもエリカを守ることを貫き続け、ヤクザにさえ喧嘩を売るほどの度胸を持つ。内心では保身を優先するものの、誰かが窮地に陥れば身を挺することも厭わず瞬時に策略を弄し挑んでいくことで、初めは道士郎から敬われることで誤解された過大評価も、本当の彼に惹かれた仲間が集まっていく。腕力は低いが回避能力が高く、わざと殴られた以外はまともに殴られたことはない(早乙女が正面から連打を食らった神野の打撃も直撃を避け、神野も驚いていた）。
よく人にあだ名をつけ、エリカの「エリタン」や早乙女の「サータン」というニックネームは彼が付けたもの。エリカのことが好きで彼女のために奮闘する。
道士郎とは夜間のコンビニ帰りに偶然出会うが、道士郎を呼び出した生徒に彼の知り合いだと思われ、呼び出しに付き合う事になる。道士郎の「（主君を）未だ探しておる」という発言に冗談で「僕の為に戦ってよ」と頼んでしまった為、以来道士郎の“殿”になってしまう。
（実際は前述の道士郎の項にある通り、道士朗の意思で健助を殿にするつもりがあった）
道士郎を追って横十二高を自主退学し、転校先の開久三高でD組級長になる。開久三高愛の募金を巡る戦いで意図せず学年をシメることになり、平和な学園生活を手に入れる。しかし些細な事からタトゥーギャング「サウザンツ」、その元締めである松崎なるヤクザとも敵対。
松崎を陥れて平和を取り戻した後は、公務員一種試験を受ける事を決意した。
顔は作者の似顔絵に似ており、作者自身が誌上で「ケンスケじゃないよ」と否定しているほど。
早乙女 愛（さおとめ あい）
本名は前島 勇（まえじま いさむ）。中学時代友人を助けるためヤクザに喧嘩を売り、ヤクザに土下座をさせられたのが原因で、目を反らさない相手に喧嘩を売るチンピラ小僧になる。しかし道士郎と“勝負”して敗北したことから、彼に興味を持つ。その際“早乙女愛”という偽名を名乗ってしまった事が「真剣勝負を愚弄した」と道士郎を激昂させ、しばらくの間クズ扱いされる。その後「早乙女愛は魂の名」として名乗る事を誓い、和解。和解後はどんどん道士郎に感化されてゆき、最終的には武士を目指す。
それなりに喧嘩が強く比較的常識人だが健助がいるとフォローしてくれる為、後先考えず暴れる。矢内を殴り、道士郎たちと共に横十二高を自主退学し、開久三高に転入。
小さい感じが好みと発言したことで「ロリコン」の汚名を着せられる。以来、ロリコンという言葉に過剰反応してしまうようになり、健助が松崎に対して言った時も（健助がロリコンといったことは聞こえていない筈だが）反応してしまった。
蓮沼 裕美に好意を寄せられ、健助のアイデアで妹として見守ることにする。愛称「サータン」。
白瀬 エリカ（しらせ えりか）
薄幸の少女。近寄りがたい雰囲気をまとった真白い髪の美少女である。当初は健助達とクラスが違うこともあってほとんど接点の無い間柄だった。しかし開久への転校に纏わる一連の事件をきっかけに、健助達の『仲間』となる。
あだ名は「エリタン」であるが、本人はこの呼び方を嫌っている。終盤にその呼び方を止めるように健助に頼むが、即座に「エリリン」と呼ばれることになり、悪化してしまう。後に美世里などにもエリリンと呼ばれるようになり、あだ名については諦めた模様。スタイルが良く、蓮沼陽子ほどではないが胸が大きい。
2歳の頃、極道だった両親が殺害されるのを目の当たりにし、ショックで白髪となった。現在は両親が属していたヤクザの組長に引き取られている。自身の生い立ちや暴力団との関わりもあり、自分と積極的に交流を持とうとする相手へは対応に戸惑うこともある。実は笑い上戸。

### 道士郎の家族
桐柳 真理絵（きりう まりえ）
道士郎の母親。絵本作家。離婚調停中に、夫に次男の道士郎を奪われたらしく、その為か心内で夫のことを「バカ親父」と呼んでいる。道士郎を12年間探し続け、ついにネバダ州にいた彼を日本に呼び戻し再会。しかし武士として成長した道士郎の言動に振り回されるようになる。顔立ちと普段の立ち居振る舞いからは、高校生と大学生の息子がいる女性とは思えないが、時には母としての威厳を見せる。庭のある洋風のお洒落な家に住む。
桐柳 麗一（きりう れいいち）
道士郎の実兄。母親思いの青年だが、見る者によってはマザコンとも取れる人物として描写されている。大学で建築を専攻している。道士郎とは正反対に、風貌や性格は現代っ子そのもの。いわゆるイケメンだが、道士郎のように精悍な顔つきはしていないので、あるご近所さんには道士郎の弟と勘違いされたこともある。爽やかな容姿とは裏腹に、屈強な弟に対抗意識を燃やし、夜間に自宅庭の大きな岩を持ち上げる特訓に励むといった一面もある。
桐柳 拓弘（きりう たくひろ）
道士郎の叔父で公一の弟。冒頭の空港シーンのみの登場。道士郎たちと同居している訳ではない。ネバダ州から道士郎を連れて帰ってきた男。
桐柳 公一（きりう こういち）
道士郎の父親。弟・拓弘を見る限り、日本人であるが、道士郎をアメリカ・ネバダ州でターマウツオブ族と共に、「侍（または、武士）」に育て上げた張本人。細々と鍛冶屋をして彼を育てたらしい。麗一のことも父親らしい事が出来なかったことを悔いており、見事な日本刀を贈ってきた。
ホークアイ
道士郎曰く「偉大な目」の持ち主。クズを100%見分け、道士郎に「殿」を探すための助言をした。ただし、健助は適当な事を言って道士郎を誤魔化したのではないかと疑っている。作中名前のみ登場。
シロ（しろ）
道士郎の愛馬。名前は頭の上のタテガミが白いことから。道士朗がネバダ州から日本へ連れて来る許可を求めた際、麗一と真理絵はその名から犬と思い込んで許可。なお健助はウサギ、早乙女は鳥だと思っていた。
時に道士郎と川原で戯れ、時に牧草を運ぶ荷車を引いたりしている。麗一が用意してくれた小屋では当然納まらず、車を追い出した車庫に納まっている。

### 横十二高校
矢内（やない）
横十二高の教師。体育の授業で女子更衣室に忍び込み、女生徒の制服を着用するのが趣味である変態。その際はカツラまで用意する念の入りよう。その現場を携帯のカメラで撮られて脅され、エリカを窃盗事件の犯人として仕立て上げる為の片棒を担がされる。一度は立場を利用して真実を闇に葬ろうとしたが、結局は芝山の機転により窃盗事件の全容を自白し、解雇される。ただし、生徒の制服を利用した女装趣味は、芝山が他人には漏らさなかった為、他に知られる事はなかった。
なお、話を聞いた真理絵と麗一が想像したおとなしい少女（エリカ）とヤンキー（芝山）は実物の姿とまったく違ったが変態教師は矢内そのものだった。
飯田（いいだ）
横十二高の体育教師。道士郎の運動神経に感動し、オリンピックを目指すよう誘う。道士郎に“師”と呼ばれ尊ばれ、ますます気を良くする。矢内による事件で自主退学した道士郎達を他の学校に転校出来るよう手配してくれた。
戸村（とむら）
横十二高の生徒。健助と同じクラスで出身中学も同じ同級生。「帰国子女」という言葉を「外国帰りの女子」の意だと勘違いしていた。
芝山（しばやま）
横十二高の不良。喧嘩が強いタイプではないが、短気でキレやすく、常に刃物を携帯している危険人物。自分を痛烈に侮辱したエリカを窃盗事件の犯人に仕立て上げようとしたり、その際には矢内教諭の女装趣味をネタに共犯になるよう脅迫したりなど、目的の為には手段を選ばない卑劣漢。陰でエリカに好意を持っていたとも取れる描写をされており、健助も彼の真っ白な髪はエリカを意識したものではないかと推測していた。矢内の秘密を漏らさなかったことや、矢内が真実を闇に葬ろうとしたのを防いだことで、良い悪党として道士郎たちと和解する。
大田 崇（おおた たかし）
横十二高の不良。芝山を中心とする大勢のグループで道士郎を襲った時、後ろからケリを入れ道士郎をブチギレさせた。数日間、「卑怯者」呼ばわりされるが、遂に追い込まれて道士郎に勝負を挑み、“いい話”となった人物。「大田っていい名前だよな」は彼の名言。
小石川（こいしかわ）
早乙女（前島）が芝山にナイフで手を切られたのを見ていた男。

### 開久三高校
細波 洋（さざなみ ひろし）
開久三高1年D組。道士郎達が転入してきた当初はD組の級長を務めていたが、道士郎に殴り飛ばされた後は、彼の推薦で健助に級長職を明け渡す。
なおこの学校の「級長」は通常の学校にある学級委員のような公的な役職ではなく、決定方法は腕力で、反抗者を退学にする権限がある。
級長だった頃、クラスメイトの問題などをフォローしていたらしく、いい人だと慕われている。愛の募金がノルマを満たせない時に、自分のバイト代（ただしバイト先のラーメン屋では同僚に仕事を押し付け、自分は漫画を読んでいるだけだった）から資金を工面する事もあった。祖父の教えでカツアゲはしない。鈴淵に立ち向かう健助に加勢し慕うようになる。愛称は「細ヤン」。当初はボスと呼ばれていた。
池内（いけうち）
開久三高1年D組。細波、佐東とは仲が良い。ちょっと空想癖があり、健助達の話を大きくしてオリジナリティ溢れる噂話を作ったり、道士郎や健助の喧嘩などで繰り出された技に名前をつけたりしている。「フタ」と称された個性的な髪型を持ち、帽子が似合わない。鈴淵に立ち向かう健助に加勢し慕うようになる。転校してきた道士郎たちに最初に絡んできた不良でもある。後に武士になる為、道士郎に弟子入りする。愛称は「池ちゃん」。
佐東（さとう）
開久三高1年D組。細波、池内とは仲が良い。勉強もスポーツもできず悪の仲間と遊んでいたら開久に入った。級長になった健助に取り入ろうとして権地に蹴飛ばされ、健助を挑発するため権地と宮川に殴られるが健助に助けられる。校内ではイジメられっ子だが外ではイジメっ子となってカツアゲをしていた、。だが健助の言いつけでやめ盗ったお金を返し、弱いのに自分を助けてくれた健助を慕うようになる。後に武士になる為、道士郎に弟子入りする。愛称は「サトチン」。
仲田（なかた）
開久三高1年D組。開久の権利と称しカツアゲをしていたが、健助から何でカツアゲをしてはいけないのか判りやすく描いた絵本「ポックル星人（作：健助）」を貰ったことで彼を慕うようになり、カツアゲをやめ絵本作家を目指す。愛称は「ポックル仲田」。
美世里（みより）
道士郎たちがMr.“ヤ”から助けた女の子。実は開久三高1年D組で後にクラスメートになる。ちょくちょく家出をしているらしいが、家庭環境は不明。道士郎が言う前世では薪割りの親方の娘で、達吉の憧れの女の子だったらしい。ちょっとバカで開久ではバカ子呼ばわりされている。エリカを一方的に慕っている。愛称は「ミヨッペ」。
神野（かんの）
開久三高1年B組の級長。A組のない1年において、道士郎達を除いて一番の猛者。頭も切れ、早乙女を一瞬で倒す程の実力を持っている。早乙女とは中学の時の仲間で、早乙女は当時から彼には一度も勝てなかった。『開久愛の基金制度』を健助らに潰され、頼りにならない2年級長の二人を殴り倒して自主退学。在学中より、タトゥーギャングのチェインズに所属していた。
その後、健助のやり方を真似て、リーダーの栗山を追い払いチェインズを乗っ取ったがヤクザに報復される。
実はエリカの家の事情を知る人物の一人。最後はヤクザから助けられた事もあって道士郎や健助、早乙女らと和解した。
鈴淵（すずぶち）
開久三高1年C組の級長。1年ではB組の一般生を凌ぐ強さで神野の次に強い。道士郎並の巨漢。神野の指示で健助と道士郎を自分達の勢力に引き込もうとしたが失敗。他生徒から化物並みに強いと言われていたが、道士郎に敗れる。神野無き後の開久を仕切ろうとしたが、小坂家で押入れに潜んでいた道士郎に恐怖し、道士郎恐怖症に陥る。
蓮沼 陽子（はすぬま ようこ）
開久三高1年B組の女子生徒。神野や鈴渕と組んでおり、1年の女子ではおそらく一番の権力者。巨乳であることを自慢している。見張りをしている際に仲田に失神させられ、自慢の巨乳を揉まれる。神野が去った後は鈴渕を利用しようとするが、道士郎恐怖症に陥った鈴淵を見て呆れる。早乙女に痴漢の濡れ衣を着せたが、真犯人が分かると逆切れし、早乙女をロリコン呼ばわりする。
権地（ごんぢ）
開久三高1年D組。怪我のため入学トーナメントに参加できず級長にはなれなかったが、細波より強いらしい。D組の級長の座を狙い健助とケンカになったが、貫手で喉を潰され動揺して階段から落ちる。ほとんど自滅であったが、結果のみを見た仲田達からは『小坂流秘術「巨岩木ノ葉落とし」』によるものと思われている。池内が貫手を『小坂流秘術「巨岩木ノ葉落とし」序章』と呼ぶのはこの件に端を発する。
宮川（みやかわ）
開久三高1年D組。権地と一緒になって健助から級長職を奪おうとしたが、健助の妙な迫力と有りもしない噂にビビり、一切手出し出来なかった。その後、鈴淵の命令で横十二高の生徒を捕まえ、健助が本当は弱いことを知る。達吉を倒すため従兄弟に呼ばれて健助と戦うが、彼の策に嵌り敗北。
玉川（たまがわ）
開久三高1年D組。健助に話しかけただけで権地に殴られた。
山岸（やまぎし）
健助、戸村と同じ中学校に通っていた。開久三高に進学したが、名前だけで本編中健助達とは会わなかった。
ジュンコ（じゅんこ）
開久三高1年D組。エリカに絡んだ不良三人の内の一人。ナイフを出してエリカを脅すが、自分から刺さりにきたエリカに脅える。

### ヤクザ
組長
寺後紅組の組長。本名不明。抗争に巻き込まれて死んだエリカの両親に代り、彼女を「頼れる奴が現れるまで」という条件で養った（養子にしたわけではない）。
松崎（まつざき）
寺後紅組No.3で寺後紅松崎組組長。タトゥーギャングの真の元締めであり、本作の黒幕。圧倒的な威圧感を放つ、本物のヤクザ。普段は狡猾で計算高いが、キレると何するかわからない危険な男。チェインズとサウザンツを作り競わせて金を集めていた。この世の全ては金で手に入ると豪語し、欲しい物は何でも手に入れる主義。エリカもその一つだった。タトゥーギャング崩壊後も一切嫌疑をかけられなかったが、健助の策に嵌り別件で警察に逮捕される。道士郎とはほとんど接触していない。
栗山（くりやま）
寺後紅松崎組のヤクザ。松崎の側近。タトゥーギャング「チェインズ」のリーダーを担い、部下のギャングから上納金を集めていた。神野の反乱によりチェインズを乗っ取られるが、報復として神野とチェインズの残党を卑劣な手段で次々と襲撃し大怪我を負わせる。その後、事件の黒幕である松崎の情報を集めていた健助を拉致するが、助けに来た道士郎にやられ警察に逮捕された。
Mr.“ヤ”
ヤクザの下っ端。見るからにその筋の人とわかるビジュアルを、健助が心の中で「Mr.“ヤ”」と呼んだ。本名不明。家出した美世里に怪しい仕事をさせようとする。道士郎に吹っ飛ばされ復讐しようとするが、助っ人として頼った井田と村上が道士郎の凄さを感じ何もせず引き下がったため、泣き寝入りした。
井田（いだ）
道士郎に吹っ飛ばされたMr.“ヤ”が呼んだ助っ人。桐柳家まで行ったものの、道士郎本人を見て「野生の勘」が働き、何もせずに撤収した。
村上（むらかみ）
S600に乗っているヤクザ。美世里を連れ去ろうとしたMr.“ヤ”が、道士郎から慰謝料を取るべく呼んだ助っ人。馬に乗って挨拶して来た道士郎本人と遭遇し、井田と同様に危険を察知して、何もせず競馬に行った。

#### 下部組織
沼田（ぬまた）
タトゥーギャング「サウザンツ」のメンバー。早乙女、神野の中学の先輩。裕美に薬を売らせようとしていた所を早乙女に殴られ、仲間を呼んで早乙女を倒そうとするが、道士郎が加勢に来たため全滅する。報復のため、赤根、竹中と共に早乙女の家に行くが、口だけで無様にやられる姿を見せた為か、シャレにならない悪と恐れていたはずの池内に喉への貫手（小坂流秘術「巨岩木ノ葉落とし」序章）で倒される。道士郎に赤根・竹中を倒された後、神野に殴られる。
茂木（もてき）
タトゥーギャング「サウザンツ」のリーダー。道士郎との喧嘩が原因でリーダーを辞めさせられる。松崎、栗山が起こした傷害事件の身代わり出頭して警察に捕まる。
赤根（あかね）
タトゥーギャング「サウザンツ」No.2。報復のため、沼田、竹中と共に早乙女の家に行く。ナイフで相手を脅えさせ殴る戦法を使うが、道士郎にナイフをコンクリートに刺され敗北、気絶している間に神野に殴られる。大勢の仲間と共に道士郎の家に報復に行くが、健助のハッタリに脅えて逃げる。
竹中（たけなか）
タトゥーギャング「サウザンツ」No.3。報復のため、赤根、沼田と共に早乙女の家に行く。腹に鉄板を仕込んでいるが、道士郎に鉄板ごと吹っ飛ばされ、気絶している間に神野に殴られる。
小松（こまつ）
タトゥーギャング「チェインズ」の幹部。反乱を起こした神野についたが報復で重傷を負い神野を見捨てる。

### その他の登場人物
宮坂 梢（みやさか こずえ）
毎日がつまらないと思っていた女子中学生。自分を暴漢から助けてくれた「馬に乗った侍」・道士郎に興味を持ち接した事で少しずつ変化が現れ、知り合いから明るくなったといわれる。次々ボランティアを見つけ道士郎に解決させる。
早咲（はやさき）
『ご近所突撃レポーター』を勤めるアナウンサー。「ワンテイクのサキ」と言われているらしい。「桜山町に現れる侍」をレポートしに桜山町へ来て、麗一にインタビューをした。
よしのぶ
原付に乗ってひったくりをした中学生の一人。捕まえた後も全然反省しなかった為、道士郎の「毒をもって毒を制す」作戦で芝山の元に連れられ、芝山に家に押し入られ反省する。
本山 達郎（もとやま たつろう）
原付に乗ってひったくりをした中学生の一人。道士郎が言う前世で「薪割りをしていた少年・達吉」だったという事から達吉と呼ばれる。更生のため道士郎に付きまとわれ、Mr.“ヤ”から美世里を助けることになる。後にイジメられっ子の高杉を助け、敢えて道士郎の助けを借りずに宮川と戦うことになり健助の策で勝利する。ともに闘ったことで健助にも友情を感じ、なにかと付き合うようになる。宮坂梢と同じクラス。
高杉（たかすぎ）
達郎・梢のクラスのいじめられっ子。和彦らにいじめられていたところを達郎に助けられる。助けてくれた達郎に対して恩義に感じ、勇気を出して彼と一緒に戦おうとした。達郎にキノコと思われて以来、「キノコ」と呼ばれる。
俊野 和彦（としの かずひこ）
宮川のいとこ。高杉をいじめているが達吉に邪魔され、達吉を倒す為宮川を呼ぶが健助の策で敗北。
安芸（あき）
俊野と共に高杉をいじめていた。
蓮沼 裕美（はすぬま ひろみ）
小学生。沼田に薬を売らされていた処を早乙女に助けられ早乙女に好意を持つようになる。姉がいるらしいが、「蓮沼陽子」なのかは不明。

## 単行本
1. ISBN 978-4091271716 2004年08月06日発売
2. ISBN 978-4091271723 2004年11月18日発売
3. ISBN 978-4091271730 2005年02月18日発売
4. ISBN 978-4091271747 2005年04月18日発売
5. ISBN 978-4091271754 2005年07月15日発売
6. ISBN 978-4091271761 2005年09月16日発売
7. ISBN 978-4091271778 2005年12月15日発売
8. ISBN 978-4091200891 2006年02月17日発売